# 小林秀雄 (作曲家)
小林 秀雄（こばやし ひでお、1931年2月12日 - 2017年7月25日）は、日本の作曲家。

## 人物
出生地は下北沢であるが、父親の転勤に伴い幼少期を愛知県犬山市、次いで三重県伊勢市で過ごす。宇治山田中学校卒業後、東京音楽学校を経て東京藝術大学師範科作曲専攻を卒業。作曲を長谷川良夫、ピアノを水谷達夫、宅孝二、奥川坦、稲垣寿子に師事。1959年・1961年 NHKから委嘱された芸術祭参加作品のラジオ音楽劇2作がそれぞれ芸術祭奨励賞を受賞する。1966年に中田喜直らと「波の会」（現・日本歌曲振興波の会）を創設し、第二代会長を経て、後に社団法人となった同会の名誉会員を務めた。
東京藝術大学音楽学部講師、愛知県立芸術大学教授、聖徳大学・同短期大学教授、活水女子大学教授などを歴任した他、1979年には文部省派遣在外研修生としてパリに留学した。
声楽作品（歌曲・合唱曲）及びピアノ曲を主に手がけ、特に歌曲「落葉松」（詩：野上彰、のちに作曲者自身の手で混声合唱・女声合唱・男声合唱に編曲される）が有名である。
このほか、ショパンやリストのピアノ作品の校訂を手掛けた。
2017年7月25日、誤嚥性肺炎のため死去。86歳没。

## 主な作品

### オペラ
- 紫のドレス
- 女神と二人の神の物語

### 器楽曲
- 器楽合奏のための「わらべ歌集」
- フルートのための試み
- 落葉松（ピアノ）
- 飛騨高原の早春（ピアノ）
- ピアノのための3つの断章
- 調和の美(Beauty in Harmonious Movements)<行進曲>　第6回国際女子体育会議記念レコード(S.44)

### 歌曲
- シベリアン・アラベスク
- 胡蝶花に寄せて
- はだか木のうた
- 「風に寄せて」その一
- 風の少女
- 壷すみれ
- 日記帳
- 瞳
- 飛騨高原の早春
- 氷原の宝石
- 夏の日のレクイエム
- 演奏会用アリア「すてきな春に」
- 鸚鵡伝説
- 啄木鳥
- 落葉松
- 五つの華の歌
- 愛の塔
- 山辺の花に寄せて
- あのころ
- さよならのはじまり

### 合唱曲
- 混声合唱組曲「壺」
- 混声合唱組曲「優しき歌」
- 混声合唱組曲「夢」
- 演奏会用女声（混声）合唱曲「九州民謡によるコンポジション」
- 児童合唱のための組曲「富士山」
- 合唱団のための演奏会用練習曲集「合唱のための試み」
- 児童合唱のための組曲「火のくにのうた」
- 子供のための合唱曲集「空にむかって」
- 児童合唱とピアノのための組曲「海と山と仲間たち」
- 少年少女（女声）合唱のための組曲「日本海讃歌」
- 混声合唱組曲「伊勢志摩」
- 女声（混声）合唱曲集「落葉松」 
表題曲のみ、男声合唱版も存在する。
- 混声合唱曲集「前奏曲」
- 女声合唱とピアノのための組曲「鎌倉の四季」
- 女声合唱とピアノのための組曲「四季の旅路」
- 児童合唱とピアノのための組曲「白馬の海」
- 女声合唱とピアノのための組曲「幻の木」
- 混声合唱とピアノのための組曲「光と風と波と」
- 混声合唱とピアノのための組曲「海と愛と花と」
- 女声合唱組曲「四つの心象」
- 女声合唱とピアノのための組曲「夢二幻想」
- 女声（混声）合唱とピアノのための組曲「夏 四章」
- 児童合唱とピアノのための組曲「青い地球と子どもたち」
- 女声（混声）合唱とピアノのための組曲「こころの風土記」
- 混声合唱とピアノのための曲集「光への憧憬」
- 混声合唱とピアノのための曲集「樫の木の歌」
- 女声合唱とピアノのための組曲「四季の山頭火」
- 女声合唱とピアノのための組曲　金子みすゞの詩による「水と影」
- ソプラノ独唱・女声合唱とピアノのための組曲「折紙」
- 混声合唱とピアノのための組曲「のちのおもひに」
- 演奏会用女声合唱曲「三つの沖縄の歌」
- 女声合唱とピアノのための組曲「晩夏の光」
- 混声合唱とピアノのための「二つの詩によるバラード」
- 白い雲（第30回NHK全国学校音楽コンクール高等学校の部課題曲）
- 歌がうまれる（第45回NHK全国学校音楽コンクール中学校の部課題曲）
- 千年の樹（第57回NHK全国学校音楽コンクール小学校の部課題曲）

### 童謡
- あくび
- まっかな秋 - 童謡。作詞は薩摩忠。

### 校歌
- 川越市立大塚小学校校歌
- 練馬区立八坂小学校校歌
- 足立区立竹の塚小学校校歌
- 新宿区立西新宿小学校校歌
- 名古屋市立中小田井小学校校歌
- 京都府立宮津高等学校校歌

### 自治体歌
- 嬬恋村の歌

### 著作
- 合奏編曲法――器楽編曲の原理と実際（音楽之友社）
- ピアノであそぼう（国土社）
- 3回よめば作曲できる――コバ先生の作曲教室（芸術現代社）